# Marathrum rubrum
Marathrum rubrum là một loài thực vật có hoa trong họ Podostemaceae. Loài này được Novelo & C. Philbrick mô tả khoa học đầu tiên năm 1993.